# Armored Warfare
Armored Warfare  (сокр. AW) — клиентская многопользовательская онлайн-игра в жанре боевые гонки, во всех основных концепциях сходная с World of Tanks. Разработчиком проекта является известная американская студия Obsidian Entertainment, а издателем выступила международная площадка My.com. Концепция Armored Warfare — PvP и PvE-сражения игроков, управляющих танками и другими типами современной бронетехники, включая самоходные артиллерийские установки и боевые машины пехоты.
Armored Warfare: Проект Армата использует бизнес-модель free-to-play. Игра использует игровой движок CryEngine. В настоящее время игрокам доступны версии на PC, PlayStation 4 и Xbox One.

## История
Разработка Armored Warfare началась в 2012 году. По словам Ричарда Тейлора, директора проекта, идея о разработке многопользовательской онлайн-игры в жанре танкового экшена или MOBA возникла ещё до начала работ над проектом. Официальный анонс игры состоялся 19 марта 2014 года в Сан-Франциско, во время церемонии вручения премии Game Developers Choice 2014 GDC.
20 мая 2014 года был произведен анонс Armored Warfare для СНГ-кластера, открытие официального сайта и начала регистрации игроков на закрытое бета-тестирование игры. 28 мая 2014 года на русскоязычном сайте игры был представлен ролик, демонстрирующий технику, графические эффекты, разрушаемость и физику передвижения боевой техники тестовой версии Armored Warfare.
В июне 2014 года игра была представлена на выставке E3. По итогам выставки Armored Warfare получила награду от издания Ten Ton Hammer «Лучшая многопользовательская игра Е3». 11 июня 2014 года было объявлено о сотрудничестве между разработчиками и издателями Armored Warfare и корпорацией «Уралвагонзавод», занимающейся производством танков и другой боевой техники.
16 июня 2014 года была анонсирована первая игровая карта — «Порт» (позднее переименованная в «Горящий песок»). Кроме того, были анонсированы игровой сеттинг, система повреждений, типы представленной техники и система развития и «прокачки» танков и других боевых машин.
С 13 и по 17 августа 2014 года проект был представлен на игровой выставке Gamescom 2014, позднее на выставке PAX Prime был продемонстрирован геймплей игры, а именно две PvE-миссии, где команде игроков, управляющих боевой техникой, необходимо сразиться с противниками, управляемыми компьютером и выполнить поставленные задачи.
25 сентября на официальном сайте была продемонстрирована презентация советского основного боевого танка Т-80, представленного в игре. Также было показано дерево развития и усовершенствования танка: возможность устанавливать более совершенные орудие, двигатель и электронное оборудование, а также использовать более мощные боеприпасы.
Со 2 по 5 октября 2014 года проект демонстрировался на российской выставке «Игромир».
13 ноября 2014 года открылся набор участников раннего альфа-тестирования, которое состоялось в декабре того же года. На нём были представлена техника до 5-го уровня включительно (кроме САУ) и первые три карты — «Порт», «Воздушная тревога» и «Снежный город». 21 января 2015 года было объявлено о начале второго набора, а 8 апреля 2015 года стартовал очередной этап альфа-тестирования.
20 мая 2015 года состоялся запуск закрытого бета-тестирования игры, содержавшее в себе новые боевые машины, внесение множества правок, изменений и улучшений игрового процесса, а 5 июня на сервер ЗБТ было установлено первое крупное обновление. С 16 июня 2015 года ведётся рассылка приглашений на закрытый бета-тест среди пользователей, зарегистрированных на сайте проекта. С 30 июня 2015 года на сервере ЗБТ стали доступны PvE-миссии, где команды игроков должны были противостоять противникам, управляемым компьютером, и выполнять поставленные перед ними задачи. 13 сентября 2015 года игра вышла в открытое бета-тестирование и стала доступна всем желающим. По сей день игра остаётся на стадии открытого бета-тестирования. Регулярно выпускаются обновления, вводящие новую технику, изменения игрового процесса и исправление ошибок.
С февраля 2017 года разработка игры перешла из Obsidian Entertainment в Mail.ru Group. Официальной причиной передачи разработки называются неудовлетворительные финансовые показатели, что в свою очередь произошло из-за отсутствия должного опыта разработки ММО-игр у Obsidian.
21 декабря 2017 года вышло обновление 0.23 «Карибский кризис».
31 мая 2018 года вышло обновление 0.25 «Кавказский конфликт» и переход игры на сезоны — «блоки обновлений, объединённые общим глобальным сюжетом».
2 августа 2018 года игра официально появилась на Xbox One.
5 сентября 2019 года анонсирован переход на 64-разрядную систему (поддержка 32-битных систем будет отключена).
С сентября 2020 года права на ПК версию игры перешли компании META Publishing, которая на данный момент занимается оперированием и изданием игры.

## Сюжет
Действие Armored Warfare: Проект Армата происходит в недалеком будущем. По сюжету игры, в 2020-х годах международная обстановка приняла критический характер: весь мир сотрясали локальные конфликты и экономические потрясения. Выстоять в период нестабильности смогли лишь несколько государств, среди которых Россия, Китай и США. Уцелевшие страны столкнулись с новыми типами угроз — крупные наркокартели, радикальные религиозные группировки, международные военизированные формирования, антиправительственные движения и националистические организации.
Регулярные вооруженные силы уцелевших стран, которые были ослаблены внутренними и внешними конфликтами, оказались неспособны своевременно реагировать на угрозы и противостоять такому количеству враждебных группировок. Потому тактику борьбы с такими вооруженными формированиями требовалось изменить. После длительных переговоров правительства сохранивших относительную стабильность государств подписали договор, по которому защита каждой отдельной страны возлагалась на её собственную армию, а борьба с международными угрозами в лице военизированных формирований, радикальных группировок и преступных картелей возлагалась на частные военные корпорации (ЧВК), не привязанные к определённой территории. Деятельность таких компаний регулируется и координируется новой международной организацией: Департаментом обеспечения международной безопасности (ДОМБ). Каждая ЧВК свободна в выборе снаряжения, организационной структуры и своей численности. Размеры и возможности частных военных компаний могут серьёзно колебаться — от небольшой группы с устаревшим вооружением до целых бригад и дивизий, оснащенных самой современной на тот момент боевой техникой.
К 2030-м годам подобное применение ЧВК доказало свою эффективность, и частные военные компании стали доминирующим средством для борьбы с незаконными вооруженными формированиями и разрешения локальных конфликтов. Именно в 2030-х годах и происходит действие игры Armored Warfare: Проект Армата. Каждый игрок является руководителем частной военной корпорации. За выполнение определённых заданий по всему миру он получает средства для покупки более новых и современных образцов боевой техники. Покупки совершаются у поставщиков — торговцев вооружениями, которые сотрудничают с Департаментом обеспечения международной безопасности и берут на себя обязательство не поставлять боевую технику незаконным вооружённым формированиям.

## Геймплей
В данный момент Armored Warfare: Проект Армата — танковый онлайн-экшн, посвященный сражениям на бронетехнике, производившейся с 50-х годов XX века, и до самых современных образцов. Игроку доступны боевые машины пяти классов — основные боевые танки, легкие танки, самоходная артиллерия (на данный момент только в режиме PvE), боевые бронированные машины и истребители танков. Каждый класс боевой техники обладает своими особенностями и своим особым стилем игры. Помимо классов, техника в Armored Warfare разделена по уровням — от первого до десятого, и по поставщикам, которые здесь заменили классическую для подобных игр систему разделения боевой техники по странам-производителям.

### Система бронепробития и нанесения урона
Каждый танк или иная боевая машина обладает набором параметров, определяющих её возможности и диктующая игроку определённый стиль игры и поведение в бою. Armored Warfare обладает гибридной системой повреждений — танки обладают стандартными очками прочности и очками прочности отдельных узлов боевой машины и членов её экипажа. При снижении всех очков до нуля машина уничтожается. Если доходят до нуля очки прочности узлов или здоровья членов экипажа — они выходят из строя или получают травму соответственно.
Узлы боевой техники обладают двумя уровнями повреждений: выведение из строя и полное уничтожение узла. В первом случае снижается лишь эффективность работы модуля (точность стрельбы при повреждении пушки или разгон при повреждении двигателя), во втором пользоваться модулем до починки становится невозможно (соответственно, при уничтожении двигателя танк не может двигаться, при уничтожении орудия не может вести огонь). Получение травмы членом экипажа налагает штрафы на соответствующие характеристики техники (при ранении наводчика страдает точность стрельбы, заряжающего — скорость перезарядки, механика-водителя — скорость движения и маневренность).
Все боеприпасы в игре можно условно разделить на три типа — бронебойные кинетические, бронебойные кумулятивные и осколочно-фугасные. Первые два типа наносят урон только при пробитии брони танка, последний способен наносить урон (существенно ниже базовых показателей урона) даже при непробитии брони. Расчет пробития брони зависит от таких факторов, как базовое бронепробитие снаряда, типа брони, её толщины, угла наклона и расстояния до цели.
Расчет урона при пробитии зависит от точки попадания снаряда. При попадании в уязвимые точки машины он наносит критический урон, то есть более значительные повреждения и выведение из строя неких узлов машины или членов экипажа. При этом существуют зоны, при попадании в которые наносится уменьшенный урон, например, командирские башенки.
Помимо собственной брони многие боевые машины оснащены комплексами активной защиты, решетчатыми экранами и блоками динамической защиты, которые противостоят определённым типам угроз.

### Экипаж
Управление игровой техникой осуществляется экипажем. Состав экипажа меняется в зависимости от вида и модели машины. Танкисты обладают настраиваемым набором навыков, которые можно повысить с получением нового уровня. Ключевым звеном экипажей являются командиры, имеющие свою уникальную систему развития, изначально рассчитанную на определённую тактику игры и применения командира на определённых классах техники. Командир может использоваться одновременно на нескольких боевых машинах, в то время как другие члены экипажа (заряжающие, наводчики, механики-водители) привязаны к определённой технике. Немаловажной частью игры является десант, который признан сделать геймплей интереснее, а именно:
- Снайпер — предназначен для «засвета» противника
- Гранатомётчики — предназначены для атаки (в лобовом столкновении)
- Миномётчик — предназначен для атаки (не может использоваться в лобовом столкновении)

Способностью высаживать десант обладают не все машины в AW, в основном это классы танков ББМ и ИТ.

### Игровые режимы и командная игра
На данный момент в игре доступны три режима — PvP «Стандартный бой», PvE и PvP «Столкновение». В PvP-сражениях игроки делятся на две команды по 15 человек. Основная цель режима — уничтожение техники противника или захват базы (вражеской или «общей» в режиме встречного боя). Команды создаются с учётом уровня техники, типа техники и среднего процента побед каждого игрока. В PvE-режиме отрядам игроков из 5 человек предстоит выполнять различные задания по всему земному шару. Игрокам противостоит вражеская бронетехника, управляемая искусственным интеллектом. Перед началом PvE-сражения можно выбрать уровень сложности — всего их два. Для успешного выполнения контракта игрокам потребуется выполнять определённые боевые задачи, связанные с захватом или обороной точек захвата. Также присутствуют дополнительные задания, такие как уничтожение ЗРК противника, захват стратегически важных объектов, обнаружение вражеских тайников и прочие. Выполнение подобных заданий дает бонусы в виде внутриигровых «кредитов» и опыта.
Координация действий и общение в бою происходит при помощи внутриигрового чата и системы быстрых команд. Для совместной игры существуют взводы — группы до 3 игроков для PvP-режима и до 5 для PvE-режима. При этом в целях игрового баланса в одном бою не может присутствовать больше двух машин типа САУ, что накладывает ограничения на состав взводов. Кроме того, невозможно выйти в бой в составе взвода в том случае, если хотя бы один танк более чем на два уровня выше или ниже остальных боевых машин. Таким образом исключаются ситуации подобные той, когда в одном бою в составе взвода находятся машины 4 и 8 уровня.
Также присутствуют более крупные объединения игроков — альянсы. Альянсы выступают в Armored Warfare аналогом кланов из других многопользовательских онлайн-игр. Каждый альянс имеет собственное название, эмблему, тег и иерархическую систему, представленную командиром, офицерами и рядовыми членами альянса. Для альянса в PVP и PVE доступны бои, недоступные обычным игрокам, которые на данный момент не находятся в альянсе, а именно: ранговый бой, где нужно играть максимально слаженно, чтобы одержать победу и получить очки ранга, выводя свой альянс на более высокие места в рейтингах игры; спецоперация героической сложности — операция не имеет дополнительных задач, но и без этого игроки должны действовать слаженно, потому что на счету каждая секунда.

### Особенности игрового процесса
Одним из главных геймплейных отличий Armored Warfare: Проект Армата от других танковых онлайн-экшенов является наличие в игре ПТУР, КАЗ, систем постановки дымовой завесы, пометки целей, специальных боеприпасов для САУ и механики контрбатарейной стрельбы. При стрельбе управляемой ракетой игрок может изменять траекторию её движения прямо в полете, что позволяет поражать движущиеся или находящиеся за препятствиями цели в наиболее уязвимые зоны. Комплексы активной защиты направлены на противодействие подобным управляемым ракетам и сбивают их при приближении к танку. Однако после срабатывания КАЗ должен перезарядиться, и в этот момент он не может бороться с ПТУР противника. Кроме того, количество зарядов КАЗ ограничено. Существуют также аналоги КАЗ — комплексы оптико-электронного противодействия, или КОЭП. В отличие от КАЗ, КОЭП обладают неограниченным числом зарядов, но время их перезарядки существенно больше.
Дымовая завеса практически моментально скрывает танк игрока из поля зрения вражеской техники на несколько секунд, которых вполне достаточно, чтобы сменить позицию и уйти из-под обстрела. При этом количество доступных дымовых завес ограничено. Пометка целей — это игровая механика, доступная для класса ББМ (боевые бронированные машины). Помеченная техника противника на определённый момент становится всегда видимой, повышается наносимый по ней урон и вероятность повреждения модулей и членов экипажа.

### Система видимости
В Armored Warfare вражеский танк обнаруживается при нахождении в радиусе обзора одного из игроков вашей команды. Помимо обзора, на вероятность обнаружения влияют расстояние между танками, наличие препятствий и растительности, характеристика маскировки каждой боевой машины, действия игроков — передвижение и стрельба повышают вероятность обнаружения и навыки экипажа, направленные на увеличение обзора и уменьшение заметности.
Если игрок обнаружен — он получает соответствующее оповещение и может либо подготовиться к тому, что по нему откроют огонь, либо совершить манёвр и уйти в укрытие. Также игрок получает оповещения в том случае, если по нему стреляет артиллерия, либо в его сторону летит противотанковая управляемая ракета.

### Премиум-возможности и экономика игры
В Armored Warfare представлено три вида игровой валюты — кредиты, репутация и золото. Кредиты необходимы для покупки новой техники, усовершенствования модулей, приобретения снарядов, оборудования и ЗИП. Кредиты начисляются за бои, проведенные игроком. При этом чем успешнее действует игрок в отдельности и команда в целом — тем больше кредитов игрок зарабатывает.
Репутация в Armored Warfare выступает аналогом «опыта» — она необходима для разблокирования возможности покупки новых боевых машин и более совершенных модулей для них. Репутация делится на свободную, общую и репутацию боевой машины. Как и кредиты, репутация зарабатывается в бою. Выходя в PvP или PvE сражения, игрок получает репутацию для своей боевой машины, которую можно потратить на исследование более совершенных модулей. При достижении определённого уровня репутации машина получает «элитный» статус и возможность приобрести машину уровнем выше. При этом опыт, зарабатываемый на технике с «элитным» статусом, переходит в свободную репутацию.
Общая репутация, в отличие от репутации для каждой конкретной машины, может быть потрачена на исследование модулей любой техники. Небольшое количество общей репутации зарабатывается в каждом бою. Используя игровое золото, игрок может перевести большое количество свободной репутации в общую и использовать её для исследования и улучшения интересующей его техники.
Золото — это игровая валюта, приобретаемая за реальные деньги. Золото используется для различных премиум-возможностей:
- Покупка премиум-статуса, который увеличивает заработок кредитов и репутации;
- Покупка техники премиум-класса, которая имеет гораздо больший заработок кредитов, возможность сразу же получать свободную репутацию и более комфортные условия балансировки по уровню[44];
- Обмен золота на кредиты или перевод свободной репутации в общую;
- Покупка камуфляжей (которые также доступны за кредиты);
- Переобучение членов экипажа и командиров без штрафа к заработанному ими опыту.

## Техника в игре
Вся игровая техника поделена на 5 классов:
1. Основной боевой танк — класс характеризуется высокой защищенностью в лобовой проекции и большим количеством очков здоровья, высокой огневой мощью, но меньшей мобильностью, незаметностью и обзором по сравнению с другими классами;
2. Легкий танк — по сравнению с ОБТ имеют большую подвижность, но меньшую защищенность, оснащены в большинстве большим числом зарядов для дымовой завесы;
3. Истребитель танков — обладают высокой подвижностью, незаметностью и высокой огневой мощью. Предназначены для ведения боя на большой дистанции и «кемпинга»;
4. Боевая бронированная машина — представлены БМП, БМД и разведывательными машинами. Быстры, незаметны, обладают высоким обзором, но малой защищенностью и количеством очков здоровья. В качестве вооружения используют автоматические пушки малых и средних калибров, а также противотанковые управляемые ракеты. Обладают возможностью «пометки целей»;
5. Самоходная артиллерийская установка — класс поддержки, обладают возможностью наносить урон с больших дистанций, применять осветительные и дымовые боеприпасы. При этом крайне уязвимы и практически не обладают броней. Начиная с обновления 0.19 доступны только в режиме PvE.

Вся техника распределена по четырём поставщикам. Поставщики не привязаны к каким-то конкретным странам-производителям и могут предлагать бронетехнику разных государств. Техника у поставщиков объединена в ветки по своему классовому признаку («ветка САУ» или «ветка разведывательных машин») либо по происхождению («ОБТ Т-серии» или «американские ОБТ»).
На момент старта общего бета-теста в игре было представлено 8 уровней машин. В обновлении 0.11 был введен девятый уровень, в обновлении 0.15 появились машины десятого уровня, среди которых такие, как Т-14 «Армата», Leopard 2A7+, PL-01 и другие.
В игре есть стартовая ветка (1-2 уровни). После того, как игрок выполнил какие-то условия для какой-то из следующих веток, например для ОБТ или САУ, ему открывается эта ветка, которая начинается с третьего уровня (данная механика была изменена с выходом патча 0.19, теперь, если у поставщика на технике 2 уровня получить «элитный» статус, открывается вся техника 3 уровня). Дальше до 8 уровня включительно прогресс открытия новых машин выглядит следующим образом: в боях игрок зарабатывает репутацию для определённой техники. Когда полоса репутации заполняется, машина получает «элитный» статус и открывается возможность для приобретения танка уровнем выше. Однако покупка машин 9 уровня устроена иным образом. Полностью заполнив полосу репутации на машине 8 уровня, игрок получает возможность приобрести «токен», с помощью которого он может разблокировать любую из машин 9 уровня своего поставщика. Таким же способом открывается и 10 уровень. Данная система не используется на данный момент только у поставщика Оскара Фарадея, после получения «элитного» статуса на технике 8 уровня у него сразу доступны к покупке 2 машины 10 уровня.

## Саундтрек
Над главной темой проекта работал известный американский композитор Cris Velasco, написавший музыку для Resident Evil 7, Darksiders III, Overwatch, Bloodborne и многих других игр. Также в игре звучат композиции композитора из Obsidian Entertainment Джастина Белла (Justin Bell). Для обновлений «Карибский кризис», «Кавказский конфликт», «Арабская ночь», «Москва: Вторжение», «Американская мечта», «Охота на призраков» музыку писал Дмитрий Силантьев (композитор Pathfinder: Kingmaker, Pathfinder: Wrath of the Righteous).